# Чужбінов Тимофій Олександрович
Тимофій Олександрович Чужбінов (справжнє прізвище Грінштейн; 21 лютого (4 березня) 1852 , Керч — 8 (20) серпня 1897 , Київ) — російський актор.

## Біографія
Народився 21 лютого (4 березня) 1852 року в Керчі. Навчався в Новоросійському і Московському університетах, в Петербурзькій медико-хірургічній академії, в Технологічному інституті.
Дебютував в 1874 році в Орлі в трупі Д. П. Лаухіна. Грав у Києві, Новочеркаську, Харкові, Воронежі, Ростові, Костромі, Архангельську, Полтаві, Одесі, Москві (в «Ермітажі» М. В. Лентовського) та інших містах. У 1890-х роках працював у трупах М. М. Соловцова і М. М. Бородая.
Помер в Києві 8 (20 серпня) 1897 року. Похований на Байковому кладовищі.

## Творчість
Грав у водевілях і комедіях, в опереті. Виконував комедійні і характерні ролі. Серед них: Чугунов, Юсов, Счастлівцев, Шмага («Вовки та вівці», «Прибуткове місце», «Ліс», «Без вини винуваті» О. М. Островського); Третій мужик («Плоди освіти» Л. М. Толстого) ; Яким («Влада темряви» Л. М. Толстого).
Створив яскраві сценічні образи в основному у російському класичному репертуарі.